# 黃鉞 (成化進士)
黃鉞（1436年—？），字廷威，湖廣長沙府湘陰縣人，軍籍，明朝政治人物。進士出身。

## 生平
早年出身國子生，舉湖廣鄉試第六十四名。成化十一年（1475年）乙未科會試第二百九十四名，殿試登進士第二甲第八十一名。

## 家族
曾祖父黃潮瑛。祖父黃德明。父亲黃箎。